# Stilbula mysorensis
Stilbula mysorensis är en stekelart som först beskrevs av Mani och Urvashi Dubey 1974.  Stilbula mysorensis ingår i släktet Stilbula och familjen Eucharitidae. Inga underarter finns listade i Catalogue of Life.